# Мария Одзава
Мария Одзава (на японски: 小澤 マリア; на английски: Maria Ozawa) е японска порнографска актриса.

## Биография
Родена е на 8 януари 1986 година в град Хокайдо, Япония. Тя е от смесен френско-японски произход – нейният баща е французин от Канада, а майка ѝ е японка.
Дебютира като актриса в порнографската индустрия през 2005 г., когато е на 19-годишна възраст.
Обявена е за най-красивата порнозвезда в класацията на списание „Комплекс“, наречена „Петдесетте най-красиви порнозвезди на всички времена“, публикувана през май 2010 г.
Поставена е на 7-о място в класацията на списание „Комплекс“ – „Топ 50 на най-горещите азиатски порнозвезди за всички времена“, публикувана през септември 2011 г.
Кариерата и ̀ като порноактриса продължава до 2010 г. След това тя се занимава с частен бизнес, като открива бар във Филипините.
Други признания и отличия
- 2011: 7-о място в класацията на списание „Комплекс“ – „Топ 50 на най-горещите азиатски порнозвезди за всички времена“.[2]